# Volkstheater Rostock

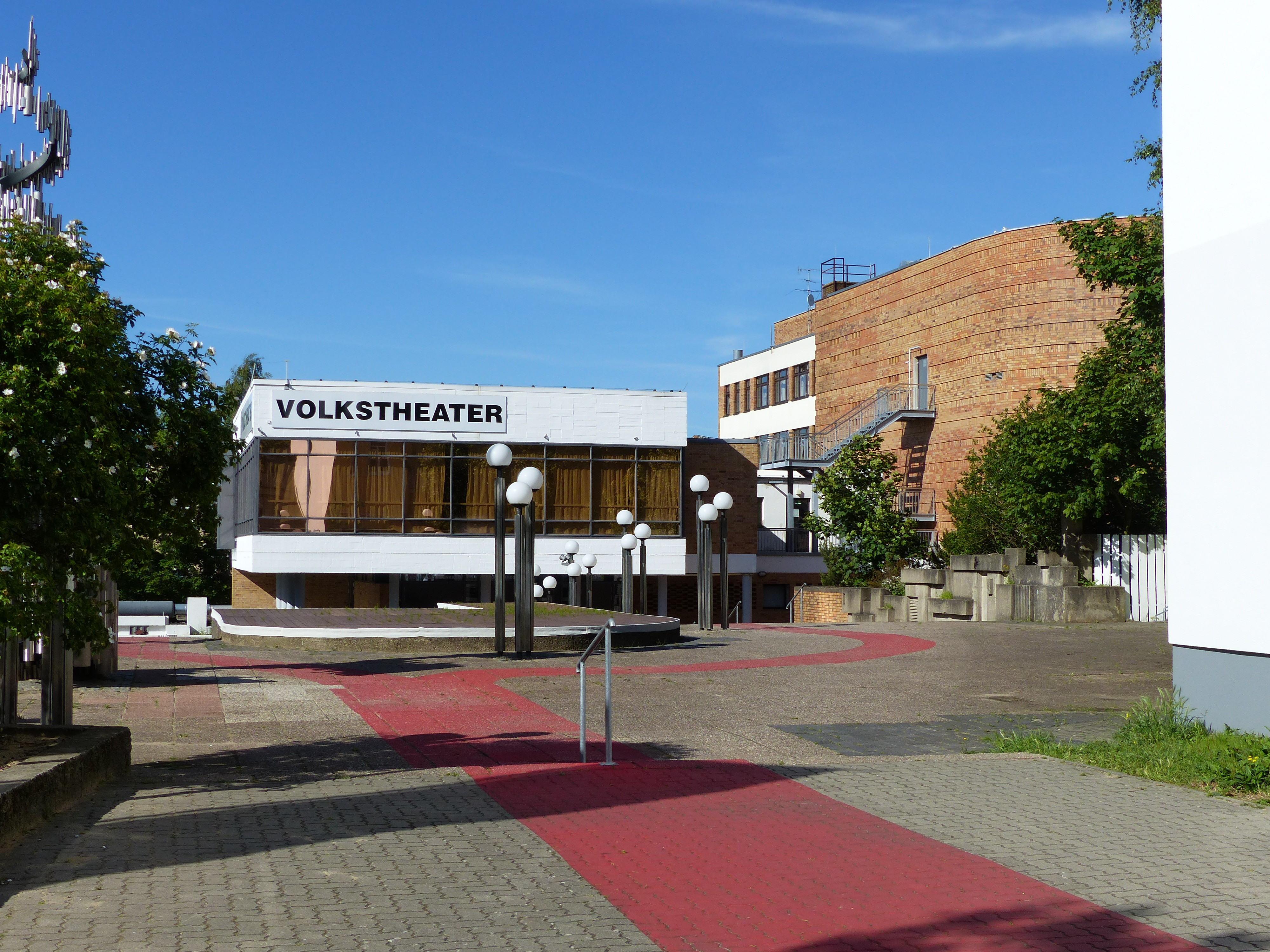
Eingangsbereich des Volkstheaters 2015

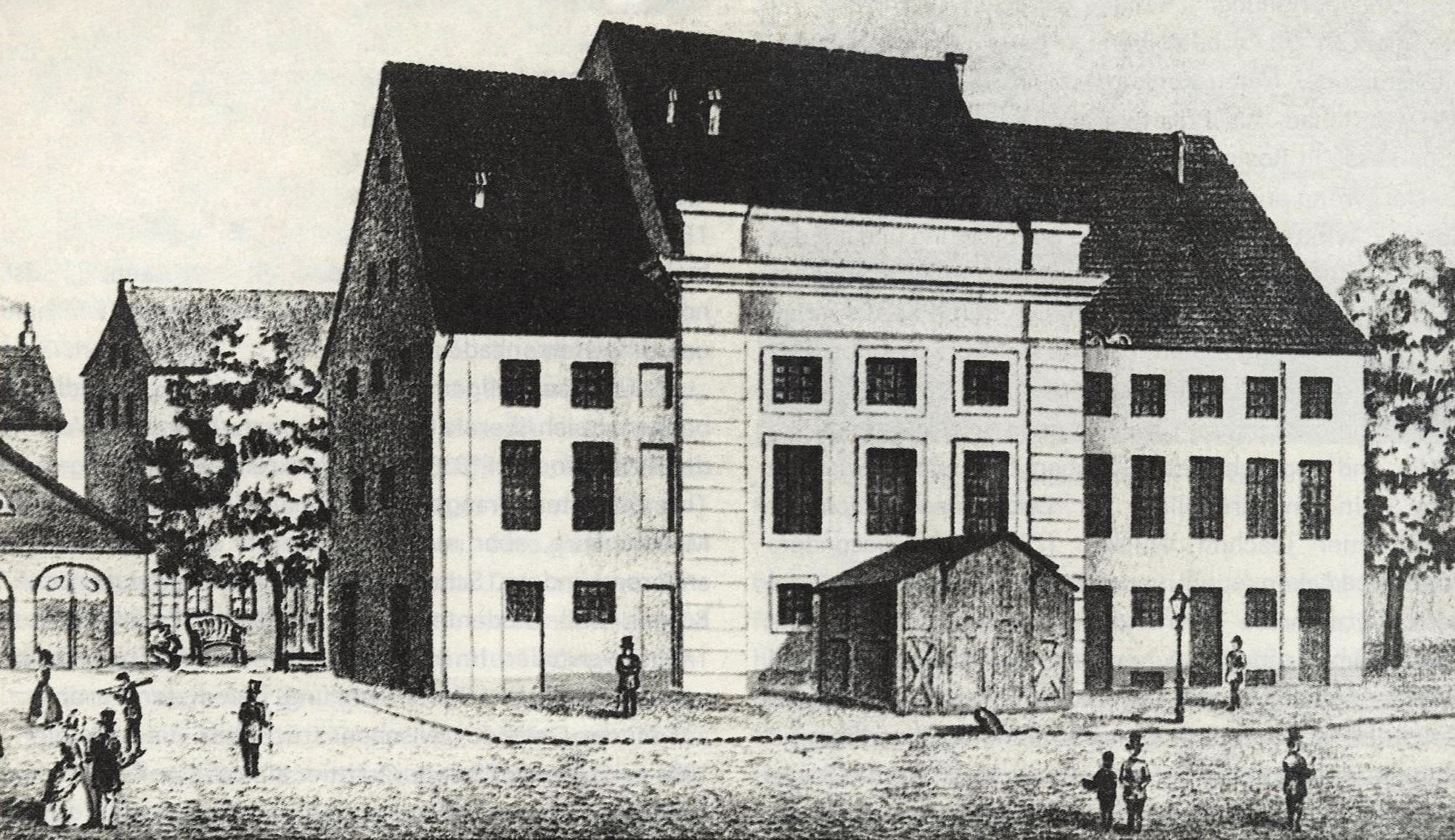
Städtisches Comödienhaus von 1786 bis 1880

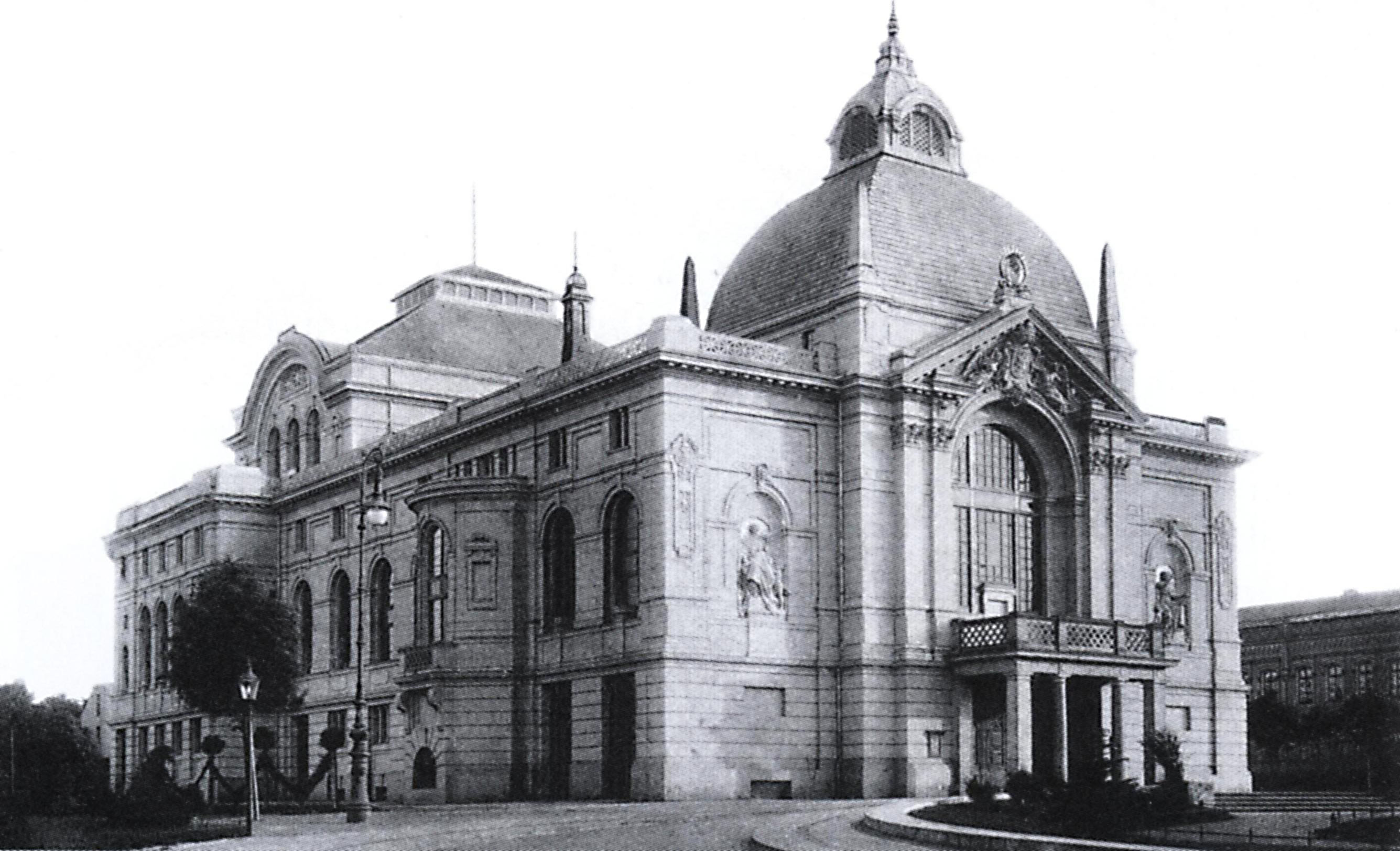
Stadttheater von 1895 bis 1942

Das Volkstheater Rostock ist das städtische Theater der Hansestadt Rostock. Es verfügt über die drei Spielstätten Großes Haus, das Ateliertheater und die Kleine Komödie in Warnemünde und umfasst die Sparten Schauspiel, Musiktheater/Oper, Ballett und Tanz, Philharmonie und seit der Spielzeit 2014/15 auch das Figurentheater und die Offene Bühne, eine Koproduktion zwischen dem Volkstheater und Rostocker Bürgern. Derzeit wird eine neue Spielstätte errichtet, die ab 2028 das Große Haus ersetzen soll. Für jüngere Zielgruppen gibt es einen Kinder-, einen Jugend- und einen StudentInnentheaterclub, sowie Kinder- und Jugendtheatervorstellungen.

## Geschichte
Bis in das 19. Jahrhundert hinein traten wandernde Schauspielgruppen in Rostock auf den Marktplätzen, in angemieteten Sälen oder Gasthöfen auf. Ab Mitte des 17. Jahrhunderts diente das Ballhaus am Johannisplatz als Aufführungsstätte, ehe 1786 das Städtische Komödienhaus entstand, das 1880 durch einen Brand zerstört wurde. Das Stadttheater südöstlich des Steintors wurde 1895 eingeweiht und im April 1942 durch britische Luftangriffe zerstört.

### Von der Philharmonie zum Volkstheater
Ursprünglich lag im Patriotischen Weg 33 das Lokal Brunnenhalle, bis ein Rostocker Gastwirt einen Neubau finanzierte und am 23. Dezember 1908 das Restaurant mit Saalbetrieb Philharmonie eröffnete. Schon ein Jahr später ließ er das Lokal durch einen Saalanbau erweitern. Bereits Ende 1912 bot der Besitzer das Gebäude zum Verkauf an. Zur Finanzierung und zum Erwerb des Hauses im Patriotischen Weg gründeten mehrere Arbeiterverbände, Ortsgruppen und Vereine im Februar 1913 die Philharmonie GmbH, das dann am 1. April 1913 erworben und als Gewerkschaftshaus geführt wurde. Die Philharmonie GmbH erwarb später weitere Grundstücke im Patriotischen Weg und in der Doberaner Straße.
Am 29. März 1933 besetzte die SA auf Anweisung des Gauleiters Friedrich Hildebrandt die Philharmonie, Ende Mai übernahm die Deutsche Arbeitsfront den Gebäudekomplex und verpachtete die Gaststätte mit Saalbetrieb. Aufgrund wirtschaftlicher Probleme, ausgelöst durch andauernde Rechtsstreitigkeiten des Pächters Felix Wasmann mit Mahn & Ohlerich und anderen Rostocker Brauereien, erfolgte am 12. Mai 1937 die Zwangsversteigerung der Philharmonie. Der Rostocker Gastronom Hans Hagemeister erhielt für 169.500 Reichsmark den Zuschlag und bewirtschaftete die Philharmonie zwischen 1937 und 1942.
Luftangriffe auf Rostock zerstörten im April 1942 auch das Rostocker Stadttheater. Als Interimslösung wählte die Rostocker Stadtverwaltung den Gebäudekomplex Philharmonie aus und trat mit ihrer Kaufabsicht an dessen Besitzer heran. Hagemeister lag zu diesem Zeitpunkt trotz guter wirtschaftlicher Beziehungen in einem existenzbedrohenden Rechtsstreit mit Mahn & Ohlerich, pokerte beim Verkauf der Philharmonie aber sehr hoch und verlangte neben einer Verkaufssumme von 210.000 Reichsmark auch eine Entschädigung für ausbleibenden Geschäftsgewinn. Letztendlich einigten sich beide Parteien am 12. September 1942 auf einen Verkaufspreis von 195.000 Reichsmark.
Von Ende September 1942 bis März 1943 wurde der Gebäudekomplex unter Leitung des Berliner Architekten Werry Roth zum Theater umgebaut, dabei entstanden Magazine, Garderoben, ein Foyer und ein neues Bühnenhaus. Zur Eröffnung des Theater der Seestadt Rostock am 13. März 1943 wurde die Oper Fidelio gegeben, doch schon zum 1. September 1944 befahl Joseph Goebbels die Schließung aller deutschen Theater. Bis zum Kriegsende wurde der Saal des Theaters als Kino genutzt.
Mit einem Konzert- und Opernabend öffnete sich am Pfingstsonntag, dem 20. Mai 1945 wieder der Vorhang und am 8. August 1945 konnte das Theater seine neue Spielzeit beginnen. Seit dem Frühjahr 1952 trägt der Gebäudekomplex den Namen Volkstheater Rostock.

### Entwicklung in der DDR
Das Rostocker Volkstheater entwickelte sich ab 1952 unter der Leitung von Generalintendant Hanns Anselm Perten zu einer der profiliertesten Bühnen der DDR. Chefdramaturg war von 1956 bis zu seinem Tod 1967 Kurt Barthel. Zusammen boten sie ein politisches Theater, das auf die Interpretation der Wirklichkeit im Sinne des Sozialismus abzielte. Ein zur Offenheit tendierender Spielplan beinhaltete neben klassischem Erbe und zeitgenössischer Dramatik aus der DDR und der Sowjetunion auch Stücke „progressiver“ Autoren aus dem Westen und Lateinamerika. Dabei erregte die produktive Zusammenarbeit mit dem Dramatiker Peter Weiss besondere Aufmerksamkeit. Die DDR-Erstaufführung von Weiss’ Stück Die Verfolgung und Ermordung Jean Paul Marats dargestellt durch die Schauspielgruppe des Hospizes zu Charenton unter Anleitung des Herrn de Sade am 26. März 1965 stellte einen Höhepunkt dar, wurde international anerkannt und auch als Tonträger veröffentlicht.
1968 wurde das Kollektiv des Volkstheaters mit dem Vaterländischen Verdienstorden in Gold ausgezeichnet. Von 1974 an wirkte die aus chilenischen politischen Emigranten bestehende Schauspielgruppe „Teatro Lautaro“ am Rostocker Volkstheater.
Ambitionierte Pläne für einen Neubau wurden seit den 1970er Jahren diskutiert, aber nie verwirklicht. Stattdessen wurde das in den 1940er Jahren als provisorische Spielstätte eingerichtete Große Haus allmählich ausgebaut und durch mehrere, über die Stadt verteilte Häuser erweitert. 1954 war im ehemaligen Hotel Stadt Doberan in der Eselföterstraße 23–24 das Kleine Haus mit 193 Plätzen geschaffen worden, 1963 eröffnete das Intime Theater mit 67 Plätzen in einem Schalterraum der Genossenschaftsbank am Glatten Aal, 1965 das Theater für Prozesse im damaligen Haus der Armee und in Warnemünde richtete sich 1968 die Kleine Komödie im Kino „Seestern“ in der Rostocker Straße 8 ein. Im selben Jahr wie das Ateliertheater im Großen Haus entstand in der Kunsthalle das Studio 74 und 1982 öffnete in einer Baracke das Theater am Kehrwieder seine Pforten, das bald als Probenhaus der Norddeutschen Philharmonie fungierte. In den Jahren 1975 bis 1977 wurde das Große Haus modernisiert und um einen neuen Eingangsbereich und ein Theatercafé erweitert. Freiluftplätze entstanden im Garten des Klosters zum Heiligen Kreuz sowie im Kurhausgarten Warnemünde mit der Sommerbühne am Meer. Von 1986 bis 1989 leitete Ekkehard Prophet das Volkstheater Rostock als Generalintendant.
Ein Stück Geschichte des Volkstheaters skizzierte Horst Prignitz 1995 mit Erinnerungen zu Aufführungen der Störtebeker-Festspiele und international beachteter Stücke von Peter Weiss und mit Episoden aus dem Leben und Wirken von Hanns-Anselm Perten und seiner Frau Christine van Santen.

### Conrad-Ekhof-Ring
Der Conrad-Ekhof-Ring war ein Theaterpreis, der zwischen 1969 und 1984 vom Volkstheater Rostock an verdienstvolle Ensemblemitglieder und Mitarbeiter des Volkstheaters sowie Personen der sozialistischen Kulturszene verliehen wurde.

### Nach der Wiedervereinigung
Die Spielstätten Kleines Haus, Intimes Theater, Theater für Prozesse und Studio 74 wurden in den 1990er Jahren geschlossen.

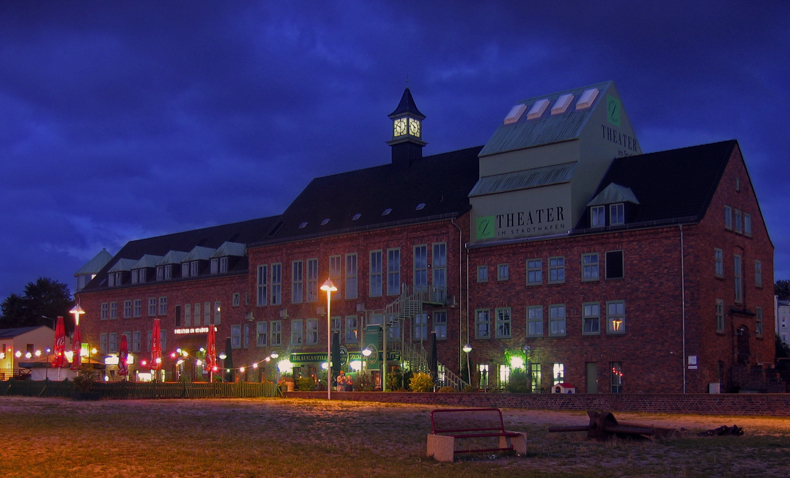
Theater im Stadthafen bei Nacht

Als neue Spielstätte entstand das Theater im Stadthafen, das jedoch seit Ende 2013 nicht mehr bespielt wird. Das Große Haus wurde unter tatkräftiger Mithilfe des Theatervereins erneut modernisiert. Pläne für einen Theaterneubau wurden im Juni 2012 von der Rostocker Bürgerschaft mit großer Mehrheit genehmigt, jedoch bisher nicht realisiert.

## Aktuelle Entwicklungen
Das Theater ist mit einem kompletten Tanztheater-, Musiktheater- und Schauspielensemble ausgestattet, die heute im Großen Haus und in der Kleinen Komödie Warnemünde spielen. Integraler Bestandteil des Volkstheaters ist darüber hinaus die Norddeutsche Philharmonie Rostock. Das A-Orchester ist der größte Klangkörper des Landes Mecklenburg-Vorpommern. Regelmäßig finden Konzerte nicht nur im Großen Haus, sondern auch im Barocksaal, in der Kunsthalle und der Nikolaikirche statt.
Die äußerst angespannte Haushaltslage Rostocks führt zu ständig größer werdenden Einsparungsforderungen an das Theater, die seine Existenz als vollwertiges Vier-Sparten-Theater in Frage stellen.
Gab es vor der politischen Wende 1989 noch 700 Mitarbeiter, sind es heute keine 300 mehr. Die Diskussionen über den Etat des Theaters verstärkten sich im Laufe der 1990er Jahre, die Intendanten wechselten mehrfach. Die aus der angespannten Haushaltslage der Stadt Rostock resultierenden Etatkürzungen und die geplante Umwandlung des städtischen Theaters in eine GmbH gipfelten im Oktober 2007 in einem offenen Brief des Generalintendanten Steffen Piontek in der Presse, auf den Oberbürgermeister Roland Methling mit der Kündigung Pionteks reagierte, welche er mit der Verletzung der Loyalitätspflicht begründete. Die geplanten Sparmaßnahmen sahen vor, die städtischen Zuwendungen an das Theater von 7,8 Millionen Euro im Jahr 2007 auf 6,6 im Jahr 2008 und auf 4,8 Millionen Euro im Jahr 2009 zu kürzen. Laut Piontek hätte dies für 2008 den Wegfall eines großen Teils der Premieren, vieler Konzerte und fast aller Sonderveranstaltungen zur Folge gehabt, von 2009 an hätten Musiktheater, Ballett und die Norddeutsche Philharmonie ihre Tätigkeit einstellen müssen. Damit wären etwa 100 Stellen weggefallen. Peter Leonard, der im Jahr 2008 neuer Intendant wurde, stellte für die Amtsübernahme die Bedingung des Erhalts eines Vierspartenhauses. Leonard war von 2004 bis 2007 bereits Generalmusikdirektor am Volkstheater Rostock. Er gab im Jahr 2012 bekannt, seinen bis 2014 laufenden Vertrag nicht darüber hinaus verlängern zu wollen. Intendant ab September 2014 war Sewan Latchinian. Ab Sommer 2016 übernahm Joachim Kümmritz für drei Jahre Intendanz und Geschäftsführung. Seit Beginn der Spielzeit 2019/20 ist Ralph Reichel Intendant und Geschäftsführer des Volkstheaters. 

### Vorübergehende Schließung des Großen Hauses 2011
Die schlechte Finanzsituation des Rostocker Theaters erreichte einen Höhepunkt mit der Ankündigung im Februar 2011, dass die zentrale Spielstätte, das Große Haus, bis mindestens Mai 2011 geschlossen bleiben werde. Als Grund wurden Brandschutzbestimmungen angegeben, die nicht erfüllt werden konnten. Erste Untersuchungen ergaben, dass die tatsächlichen Zahlen die Schätzungen aus dem Rathaus merklich überschreiten werden. Das Haus müsse bis mindestens Ende 2011 geschlossen bleiben und die Kosten der Sanierung würden eine sechs- bis siebenstellige Summe veranschlagen.
Am 26. März 2011 sahen mehr als 300.000 Zuschauer weltweit die Internet-Aufführung von Theodor Fontanes Effi Briest am Volkstheater Rostock. Zudem sahen rund 3000 Menschen das Stück auf Großleinwänden bei Public-Viewing-Veranstaltungen in ganz Deutschland sowie in Brasilien und Kanada, sagte Dramaturgin Katharina de Vette. Sie wertete das Ergebnis als großen Erfolg. „Wir hatten eigentlich auf einen Misserfolg gehofft“, sagte sie. Mit der Online-Inszenierung wollte das Ensemble vor allem auf das geschlossene Haus hinweisen.

### Auszug aus dem Theater am Stadthafen
Aufgrund von finanziellen Einsparungen und fehlenden Zuschüssen in Höhe von 500 000 Euro wird das Theater am Stadthafen seit Beginn des Jahres 2014 nicht mehr bespielt. Durch die Brandschutzsanierung und die damit verbundene vorübergehende Schließung des Großen Hauses entstanden diese finanziellen Rückstände.

### Zwischenzeitlicher Austritt aus dem Deutschen Bühnenverein
Aufgrund des 2013 mit der Deutschen Orchestervereinigung ausgehandelten Flächentarifvertrags trat das Volkstheater Rostock aus dem Deutschen Bühnenverein aus, da sonst eine Nachzahlung in Millionenhöhe und stark steigende Personalkosten erforderlich gewesen wären. Nachdem im August 2021 ein Haustarifvertrag abgeschlossen werden konnte, erfolgte am darauf folgenden 1. Oktober der Wiedereintritt in die Tarifgemeinschaft.

### Neubau des Volkstheaters ab 2024
Der Neubau des Theaters war über Jahrzehnte ein kontrovers diskutiertes Thema in Rostock. Das aktuell seit 1942 genutzte Haus an der Doberaner Straße gilt als marode, eine Sanierung wäre laut Theater um ein Vielfaches teurer gewesen als ein neues Gebäude. Doch erst 2018 und noch einmal Ende 2023 fasste die Bürgerschaft Beschlüsse für den Neubau; dieser soll jetzt 208 Millionen Euro kosten.
Am 29. April 2024 erfolgte der erste Spatenstich. Bis 2028 soll unweit des Stadthafens ein modernes Haus mit zwei Sälen für 650 bzw. 200 Gäste, Gastronomie, begrüntem Dach, öffentlichen Bereichen und zusätzlichen Parkplätzen im Kellergeschoss entstehen.

## Spielzeit 2014/15
Mit dem neuen Intendanten Sewan Latchinian gab es ein paar grundlegende Änderungen am Volkstheater Rostock. Eröffnet wurde die Spielzeit mit einem spartenübergreifenden Theaterspektakel mit dem Titel Stapellauf, die Spielzeit wurde mit einem RostockerVolkstheaterSommer beendet.
Das Theater eröffnete neue Spielorte im Großen Haus: das ehemalige Ateliertheater bildet das „Heck“, das Foyer das „Mittelschiff“, der Chorsaal das „Zwischendeck“, das ehemalige Intendanzfoyer die „Brücke“ und der Ballettsaal den „Bug“. Im Großen Saal gibt es zwei zusätzliche Bestuhlungsvarianten: den „Maschinenraum“ (hinter dem Eisernen Vorhang) und das „Vorderdeck“ (Vorbühne). Die Kleine Komödie in Warnemünde wird als eigenständige Spielstätte weiterhin genutzt.
Zwei neue Sparten werden mit dem Figurentheater, unter der Leitung von Karl Huck, und der Bürgerbühne eingeführt. Forderungen nach einer Verkleinerung oder Schließung verschiedener Sparten lehnte Latchinian ab.
Während sich die Spielzeit 2014/15 noch in ihrer Anfangsphase befand, spitzte sich in Rostock die seit vielen Jahren geführte kulturpolitische Debatte um die Finanzierung des Theaters zu. Am 25. Februar 2015 beschloss die Bürgerschaft der Stadt eine Zuschusskürzung für das Volkstheater und ein damit einhergehendes sogenanntes „2+2“-Sparten-Modell, was das Ende der Sparten Musik- und Tanztheater und stattdessen eine verordnete Kooperation mit dem Mecklenburgischen Staatstheater Schwerin in diesen Bereichen zu bedeuten hatte. Mit der Begründung, dass dies auf Grund der großen Entfernung zwischen den beiden Theatern und des finanziellen Aufwands nicht in Form von regelmäßigen Vorstellungen realisierbar wäre und der Beschluss außerdem das Wegfallen von etwa hundert Arbeitsplätzen bedeutete, wandte sich Latchinian entschieden gegen die Kürzungen.
Nachdem Oberbürgermeister Roland Methling und der Kultusminister Mecklenburg-Vorpommerns, Mathias Brodkorb, am 6. Mai 2015 eine Zielvereinbarung mit Sparauflagen für das Volkstheater beschlossen hatten, legten Latchinian und Stefan Rosinski, der damalige kaufmännische Geschäftsführer des Hauses, am 20. Juli 2015 ein Papier mit Prognosen vor, wie verheerend sich der Sparkurs in den nächsten Jahren auf das Volkstheater auswirken würde.

## Spielzeit 2015/16
Im Februar 2016 beschloss der Rostocker Oberbürgermeister Roland Methling per Gesellschafterbeschluss, dass das Volkstheater bis 2018 in ein Opernhaus umgewandelt werden soll. Das sogenannte „Hybridmodell“ des Kaufmännischen Geschäftsführers Stefan Rosinski, demzufolge das Schauspiel bis auf einen Rumpfensemble abgebaut und der Schwerpunkt des Volkstheaters auf Orchester und Musiktheater verschoben werden soll, wurde vom Aufsichtsrat und der Stadtverwaltung als Basis weiterer Planungen erklärt.

## Spielzeit 2016/17
Seit Spielzeitbeginn ist Joachim Kümmritz Intendant des Volkstheaters Rostock. Kümmritz legte unter dem Titel „Bewahrung und Erneuerung“ ein neues Konzept für das Theater vor und startete – erstmals wieder seit 5 Jahren – das Sommertheater in der 1000 m² großen alten Werfthalle an der Kesselschmiede, der Halle 207, wo von Juni bis Juli 2017 ein Kinder- bzw. Familienstück, ein Musiktheaterstück, ein Tanztheaterabend und Konzerte der Norddeutschen Philharmonie des Volkstheaters Rostock stattfanden.

## Spielzeit 2017/18
In die Spielzeit 2017/ 2018 startete das Volkstheater mit Aufführungen in allen Sparten und Regisseuren wie Anja Nicklich, Johanna Schall, Elias Lazaridis, Christoph Bornmüller, Sören Hornung und Paula Thielecke von Kollektiv Eins, Kay Wuschek, Hans-Joachim Frey, Stephan Brauer, Jan Koslowski und Konstanze Lauterbach. Außerdem verstärkte das Theater sein Angebot für Kinder und Jugendliche, baute einen an die Singakademie angeschlossenen Jugendchor auf, zwei generationenübergreifende Theaterclubs für Laien aus und beteiligte Bürger und Rostocker Kultureinrichtungen (im Sommer 2017 bei der Uraufführung von „Leben und Sterben des Kaplans Joachim Slüter zu Rostock“ und in der Spielzeit 2017/2018 u. a. beim Musical Fame). Das Sommertheater in der Halle 207 fand auch im Juni und Juli 2018 mit ähnlichem Programm wie im Vorjahr statt.

## Ehrenmitglieder
- Vera Bräuer
- Ursula Figelius
- Petra Gorr
- Peter Juhnke
- Ulrike Masopust
- Dorothea Meissner
- Rosita Mewis
- Harry Patzer
- Gerd Puls
- Ursula Rösler-Erdmann
- Hans Salomon
- Ida Schillen
- Manfred Schlosser
- Gabriele Schwabe
- Gerhard Sparenberg
- Kathrin Stephan
- Falk von Wangelin
- Hans-Michael Westphal